# Jure Franko
Jure Franko, född 1962, är en före detta alpin skidåkare från Slovenien som på 1980-talet tävlade för Jugoslavien. Franko kom på prispallen tre gånger i världscupen. Den största framgången i karriären var en silvermedalj i storslalom vid OS på hemmaplan 1984.